# Josh Shapiro
Joshua David Shapiro, född 20 juni 1973 i Kansas City, Missouri, är en amerikansk politiker (demokrat) och jurist. Han är Pennsylvanias guvernör sedan den 17 januari 2023. Han var Pennsylvanias attorney general åren 2017–2023. Han har tidigare även varit politisk tjänsteman åt flera olika demokratiska representanter i USA:s kongress.

## Biografi
Shapiro avlade en filosofie kandidatexamen i statsvetenskap vid University of Rochester 1995. Han började senare studera juridik vid Georgetown University där han avlade juristexamen (J.D.) 2002.
Shapiro är medlem i demokraterna. Efter examen, och även under studierna, arbetade han som politisk tjänsteman i kongressen. Först som assistent åt senator Carl Levin och senare som sakkunnig åt Peter Deutsch och senare Robert Torricelli. Åren 1999–2003 arbetade han som stabschef för Joe Hoeffel som var ledamot av representanthuset från Pennsylvania.
Shapiro tillkännagav sin kandidatur till att bli Pennsylvanias attorney general i januari 2016. Viktiga sakfrågor i hans kandidatur var opioidkrisen och vapenlagar. Under demokraternas primärval fick han stöd för sin kandidatur av bland andra Barack Obama, Hillary Clinton och Mike Bloomberg. Han vann demokraternas nominering och kom också att besegra republikanen John Rafferty Jr. med 51,3 procent av rösterna. Den 17 januari 2017 tillträdde han som attorney general. Han avgick 2023 för att bli guvernör.
Den 13 oktober 2021 tillkännagav Shapiro sin kandidatur i guvernörsvalet i Pennsylvania 2022. Han besegrade republikanen Doug Mastriano med 56,5 procent av rösterna mot 41,7 procent. Han tillträdde posten som guvernör den 17 januari 2023, och efterträdde då demokraten Tom Wolf.